# Louis Alphonse de Lorraine
Louis Alphonse Ignace de Lorraine dit le bailli de Lorraine, né le 24 août 1675 et mort à la bataille navale de Vélez-Málaga le 24 août 1704, est un officier de marine et aristocrate français des XVIIe et XVIIIe siècles.

## Biographie
Louis Alphonse Ignace de Lorraine descend de la Maison de Lorraine, une des familles souveraines européennes dont l'origine remonte au XIe siècle. Il est le fils de Louis de Lorraine (1641-1718), comte d'Armagnac, de Charny et de Brionne — Chevalier des Ordres du Roi, Grand écuyer de France, sénéchal de Bourgogne et gouverneur d'Anjou — et de sa femme Catherine de Neufville de Villeroy (1639-1707). Sa mère, fille cadette de Nicolas de Neufville, duc de Villeroy, qui avait été le gouverneur du jeune Louis XIV, est également la sœur du François de Neufville de Villeroy, le futur gouverneur de Louis XV. Le couple se marie en 1660.

### Carrière dans la Marine royale
Il entre au service du Roi de France, dans la Marine royale. Garde-marine en 1690, il sert en mer pendant la guerre de la Ligue d'Augsbourg en 1690, 1691 et 1692. Il est promu capitaine de vaisseau en 1692.
Il connait alors une promotion fulgurante, due aux puissants soutiens dont il bénéficie à la Cour de France, et il est promu chef d'escadre des armées navale en décembre 1702, à seulement vingt-sept ans. Seul le comte de Toulouse, fils illégitime de Louis XIV, amiral de France à l'âge de cinq ans, peut s'enorgueillir d'un tel grade à un si jeune âge. 
Il est tué à la bataille navale de Vélez-Málaga, le 24 août 1704, pendant la guerre de Succession d'Espagne, à l'âge de vingt-neuf ans. Pendant cette bataille, il commande le vaisseau Le Vainqueur, 104 canons, qui tient longtemps tête à l'amiral Rooke.